# Ovidiu Bobîrnat
Ovidiu Bobîrnat (ur. 4 maja 1978 w Iași) – rumuński bokser, zdobył brązowy medal w wadze piórkowej, podczas mistrzostw świata w Houston.

## Kariera amatorska
W 1999 na mistrzostwach świata w Houston zdobył brązowy medal w wadze piórkowej. W półfinale przegrał z Tulkunbayem Turgunowem, z Uzbekistanu.
Startował również podczas igrzysk olimpijskich w Sydney. Odpadł już w 1 walce, przegrywając ze złotym medalistą tych zawodów Bekzatem Sattarchanowem.